# Iglesia de Santa Quiteria (Fuente el Fresno)
La iglesia de Santa Quiteria es un inmueble de la localidad española de Fuente el Fresno, en la provincia de Ciudad Real. Cuenta con el estatus de bien de interés cultural.

## Descripción
El edificio, ubicado en la localidad ciudadrealeña de Fuente el Fresno, se encuentra bajo la advocación de Santa Quiteria. De origen medieval, ha sufrido diversas reformas a lo largo de su historia. La iglesia aparece mencionada en el octavo volumen del Diccionario geográfico-estadístico-histórico de España y sus posesiones de Ultramar de Pascual Madoz, en la entrada correspondiente a Fuente el Fresno, de la siguiente manera:

1 igl. parr. dedicada á Sta. Quiteria, curato de primer ascenso y de patronato del Sr. duque de Medinaceli.
(Madoz, 1847, pp. 213-214)

El inmueble fue declarado bien de interés cultural, con la categoría de monumento, el 8 de octubre de 1991, mediante un decreto publicado el día 30 de ese mismo mes en el Diario Oficial de Castilla-La Mancha.